# La Pobla de Lillet
La Pobla de Lillet é um município da Espanha na comarca de Berguedà, província de Barcelona, comunidade autónoma da Catalunha. Tem 51,52 km² de área e em 2021 tinha 1 063 habitantes (densidade: 20,6 hab./km²).
No município há duas obras desenhadas pelo arquiteto catalão Antoni Gaudí, o Chalé do Catllaràs, um refúgio de montanha e o parque público Jardins Artigas.

## Demografia
| Variação demográfica do município entre 1991 e 2004[carece de fontes?] | Variação demográfica do município entre 1991 e 2004[carece de fontes?] | Variação demográfica do município entre 1991 e 2004[carece de fontes?] | Variação demográfica do município entre 1991 e 2004[carece de fontes?] |
| ---------------------------------------------------------------------- | ---------------------------------------------------------------------- | ---------------------------------------------------------------------- | ---------------------------------------------------------------------- |
| 1991                                                                   | 1996                                                                   | 2001                                                                   | 2004                                                                   |
| 1772                                                                   | 1566                                                                   | 1388                                                                   | 1357                                                                   |